# L’Isle-Jourdain (Gers)
L’Isle-Jourdain település Franciaországban, Gers megyében. Lakosainak száma 9499 fő (2022. január 1.). L’Isle-Jourdain Bellegarde-Sainte-Marie, Mérenvielle, Sainte-Livrade, Auradé, Beaupuy, Clermont-Savès, Lias, Marestaing, Monbrun, Monferran-Savès, Pujaudran és Ségoufielle községekkel határos.

## Népesség
A település népességének változása:
| Lakosok száma | 4002 | 4358 | 5029 | 6471 | 8012 | 8568 | 8851 | 9072 | 9227 | 9499 |
|               | 1968 | 1982 | 1990 | 2006 | 2013 | 2015 | 2017 | 2019 | 2020 | 2022 |